# Вагнер, Адольф (экономист)
Адольф Вагнер (нем. Adolph Wagner; 25 марта 1835, Эрланген — 8 ноября 1917, Берлин) — немецкий экономист. Сформулировал в 1892 году закон о постоянном возрастании государственных расходов (закон Вагнера). Гехаймрат. Брат географа и картографа Германа Вагнера.

## Биография
Родился 25 марта 1835 года в Эрлангене в семье университетского профессора, физиолога и врача Рудольфа Вагнера.
С 1853 года изучал камеральные науки в Гёттингенском и Гейдельбергском университетах и в 1856 году в Гёттингене получил степень доктора философии (под руководством профессора Георга Ханссена). С 1857 по 1863 год преподавал в Вене, в Высшей коммерческой школе (Handelsakademie Wien); был вынужден покинуть школу из-за разногласий по финансовым вопросам с Лоренцем фон Штейном и некоторое время преподавал в Гамбургской высшей торговой школе. В 1865 году возглавил кафедру этнографии, географии и статистики в Дерптском университете.
В Дерпте А. Вагнер стал последователем политики Отто фон Бисмарка за объединение Германии во главе с Пруссией. С 1869 года А. Вагнер возглавлял кафедру камеральных наук в Фрайбургском университете в герцогстве Баден. С 1870 года возглавил кафедру Общественных (государственных) наук в Берлинском университете. Именно в Берлине Адольф Вагнер добился самых больших успехов, проявил себя и стал одним из наиболее значимых экономистов своего времени.
Он был также одной из ведущих фигур в Conservativen Central-Comitee (CCC), созданном в 1881 году и вскоре превратившемся в антисемитское берлинское движение, в котором Вагнер работал, в частности, с Адольфом Штёккером.
Вплоть до Первой мировой войны предложения и проекты Вагнера по кредитно-денежной политике в Германии были основными ориентирами для центральной банковской системы и финансовой практики. Адольф Вагнер разработал основные положения доктрины социального страхования, на базе которых были приняты законы о формировании институтов обязательного социального страхования в Германии в 1882—1890 годах. Вагнер обосновал необходимость законодательного установления имущественной ответственности работодателей за вред, причиненный жизни и здоровью рабочих.
К выборам в рейхстаг 1884 года Вагнер сформулировал программу, в которой высказался за монархию и против парламентаризма и призвал к строгому регулированию и контролю над экономикой и, среди прочего, к введению биржевого налога.
С 1882 по 1885 год Вагнер был членом Палаты представителей Пруссии, а с 1910 года — членом Прусской Палаты господ.
Только осенью 1916 года, в возрасте более 80 лет и после четырех с половиной десятилетий работы профессором Берлинского университета, Вагнер отказался от преподавания из-за болезни глаз. Его преемниками были назначены Вернер Зомбарт и Герман Шумахер.
Осенью 1917 года Вагнер долгое время тяжело болел и дважды перенёс полостную операцию в течение года. Умер 8 ноября 1917 года в своей квартире в Берлине.
Адольф Вагнер считается одним из самых выдающихся экономистов эпохи Бисмарка. Кроме того, он является (вместе с Густавом фон Шмоллером) одним из самых ярких представителей школы государственного социализма, объединяющей постулаты экономической науки и социальной политики. Вагнер был человеком жёстким и суровым, который редко шёл на компромисс. Современники свидетельствуют, что он был легкоранимой, холерической личностью.

## Закон Вагнера
Постоянное возрастание государственных расходов по Вагнеру обусловлено тремя основными причинами:
- социально-политической (на протяжении истории происходит существенное расширение социальных функций государства (пенсионное страхование, помощь населению при стихийных бедствиях и катастрофах);
- экономической (научно-технический прогресс, и, как следствие, увеличение государственных ассигнований в науку, различные инвестиционные проекты и др.);
- исторической (государство для финансирования непредвиденных расходов прибегает к выпуску госзаймов, год за годом происходит рост размера государственного долга и процентов по нему, иными словами, расходов на его обслуживание).

## Сочинения
- Вагнер А. Русские бумажные деньги / перевод Н. Бунге. — Киев: Университетская типография, 1871. — 392 с. (Die russische Papierwährung — Riga: Kymmel, 1868).
- Wagner A. Die Gesetzmässigkeit in den scheinbar willkührlichen menschlichen Handlungen vom Standpunkte der Statistik. — Hamburg: Boyes & Geisler, 1864.
- Wagner A. Beiträge zur Finanzstatistik des Schulwesens in den Städten des Ostseegouvernements Livland, Kurland und Esthland. — Dorpat: Als Manuscript gedruckt. / Druck von C. Matthiesen, 1866
- Wagner A. Die auswärtige Politik Rußlands und ihre Bedeutung für Preußen// Preußische Jahrbücher, vol. 18, no. 6 (December), 1866 — pp. 657—692.
- Wagner A. Statistik //Deutsches Staats-Wörterbuch', vol. 10. Leipzig: Expedition des Staats-Wörterbuchs, pp. 400—481, 1867
- Wagner A. Die Abschaffung des privaten Grundeigenthums — Leipzig: Duncker & Humblot, 1870.
- Wagner A. Lehrbuch der politischen Oekonomie. Bd. I. Allgemeine oder theoretische Volkswirthschaftslehre. — Th. I. Grundlegung. 2. Ausg., — Leipzig und Heidelberg, 1879.
- Wagner A. A. Marshall’s principles of economics // Quarterly Journal of Economics. Vol. 5, 1891, P. 319—338.
- Wagner A. Grundlegung der politischen Ökonomie. Part 1, vol. 1. 3rd edn. — Leipzig: Winter, 1892.
- Wagner A. Die akademische Nationalökonomie und der Socialismus — Berlin: Julius Becker, 1895.
- Wagner A. Allgemeine und theoretische Volkswirtschaftslehre oder Sozialökonomik. (Theoretische National-Oekonomie.)- Berlin: 'Als Manuskript gedruckt, 1900.
- Wagner A. Agrar- und Industriestaat. Die Kehrseite des Industriestaats und die Rechtfertigung agrarischen Zollschutzes mit besonderer Rücksicht auf die Bevölkerungsfrage. — 2nd edn. Jena: Fischer, 1902ю
- Wagner A. Die finanzielle Mitbeteiligung der Gemeinden an kulturellen Staatseinrichtungen und die Entwickelung der Gemeindeeinnahmen — Jena: Fischer, 1904.
- Wagner A. Staatsbürgerliche Bildung — Berlin: Verlag «Bodenreform», 1916.
- Wagner A. Finanzwissenschaft und Staatssozialismus // August Skalweit, ed. Frankfurt/Main: Klostermann, 1948.
- Wagner A. Speech on the Social Question // Donald O. Wagner, ed. /Social Reformers. Adam Smith to John Dewey. — New York: Macmillan, 1939 — pp. 489—506.
- Wagner A. Three Extracts on Public Finance (Nature of the Fiscal Economy) // Classics in The Theory of Public Finance. / eds. by Musgrave R.A. and Peacock A.R. — London: Macmillan, 1958. — P. 1-15.
- Wagner A. Briefe — Dokumente — Augenzeugenberichte, 1851—1917//Heinrich Rubner, ed. — Berlin: Duncker & Humblot, 1978.